# Conor Daly
Conor Daly, né le 15 décembre 1991 à Noblesville dans l'Indiana, est un pilote automobile américain. Il est fils de Derek Daly, ancien pilote de Formule 1. Il participe aux GP3 Series. Il a effectué des tests aérodynamique en ligne droite chez Force India.

## Palmarès
- 2006 : Championnat des États-Unis de Karting, champion
- 2007 : Skip Barber Southern Regional Series, 44e
- 2007 : Championnat d'Ontario de Formule Ford, 20e
- 2007 : Skip Barber Mid Western Regional Series, 21e
- 2007 : Skip Barber National by Mazda, 22e
- 2007 : Skip Barber Eastern Regional Series, 7e
- 2008 : Formule Ford Festival - Classe Kent, 6e
- 2008 : Formule Ford Walter Hayes Trophy, Vainqueur
- 2008 : Skip Barber National Championship, Champion
- 2009 : Sar Mazda Championship, 3e
- 2010 : Star Mazda Championship, Champion
- 2011 : Firestone Indy Lights, 13e (1 victoire)
- 2011 : GP3 Series, 17e
- 2012 : Masters de Formule 3, 16e
- 2012 : GP3 Series, 6e (1 victoire)
- 2012-2013 : MRF Challenge, Champion
- 2013 : GP2 Series, 23e (2 courses disputées)
- 2013 : 500 miles d'Indianapolis, 22e
- 2013 : GP3 Series, 3e (1 victoire)

## Résultats aux500 milesd'Indianapolis
| Année | Châssis | Moteur    | Départ | Arrivée | Équipe                                          |
| ----- | ------- | --------- | ------ | ------- | ----------------------------------------------- |
| 2013  | Dallara | Honda     | 31     | 22      | A. J. Foyt Enterprises                          |
| 2015  | Dallara | Honda     | 23     | 33*     | Schmidt Peterson Motorsports                    |
| 2016  | Dallara | Honda     | 24     | 29      | Dale Coyne Racing                               |
| 2017  | Dallara | Chevrolet | 26     | 30      | A. J. Foyt Enterprises                          |
| 2018  | Dallara | Honda     | 33     | 21      | Dale Coyne Racing dba Thom Burns Racing         |
| 2019  | Dallara | Honda     | 11     | 10      | Andretti Autosport                              |
| 2020  | Dallara | Chevrolet | 18     | 29      | Ed Carpenter Racing                             |
| 2021  | Dallara | Chevrolet | 19     | 13      | Ed Carpenter Racing                             |
| 2022  | Dallara | Chevrolet | 18     | 6       | Ed Carpenter Racing                             |
| 2023  | Dallara | Chevrolet | 16     | 8       | Ed Carpenter Racing                             |
| 2024  | Dallara | Chevrolet | 29     | 10      | Dreyer & Reinbold Racing dba Cusick Motorsports |

* Daly n'a pas pris part aux 500 miles d'Indianapolis 2015 après avoir abandonné lors des tours de chauffe en raison d'un problème moteur. Il a finalement été classé 33e et dernier.